# ベルギー憲法
ベルギー憲法（蘭:Belgische Grondwet、仏:Constitution belge、独:Verfassung Belgiens）あるいはベルギー王国憲法は、ベルギーの現行憲法である。

## 概要
1830年8月のベルギー独立革命で、ネーデルラント連合王国から分離独立したベルギーが、翌年1831年2月7日に制定した憲法である。国民主権を原理としつつ、立憲君主政体としている。